# Thomas Pigor
Thomas Pigor (* Mai 1956 in Alzey) ist ein deutscher Kabarettist, Liedermacher, Buchautor und Komponist. Seit 1995 ist er Teil des Duos Pigor singt – Benedikt Eichhorn muss begleiten.

## Anfänge
Thomas Pigor wuchs in Unsleben, Unterfranken als Sohn des Tierarztes Erich Pigor und der Mundartdichterin Cilli Pigor auf. Er ist der Bruder der Autorin und Regisseurin Gertrud Pigor und der Collagenkünstlerin Eva Pigor. Während seiner Schulzeit erhielt er Violinunterricht und ist Autodidakt an der Gitarre. Nach dem Abitur am Neusprachlichen Gymnasium Bad Neustadt/Saale begann er das Studium der Chemie an der Universität Würzburg, das er 1982 mit Diplom abschloss, ohne jemals in diesem Bereich zu arbeiten. Nach Anfängen als Straßenmusiker mit dem Duo Knacko und Konfetti gründete er 1983 das College of Hearts, dem er bis 1993 angehörte. 1985 zog er nach Berlin, wo er von 1988 bis 1991 Gesangsunterricht bei L. Meichsner nahm.

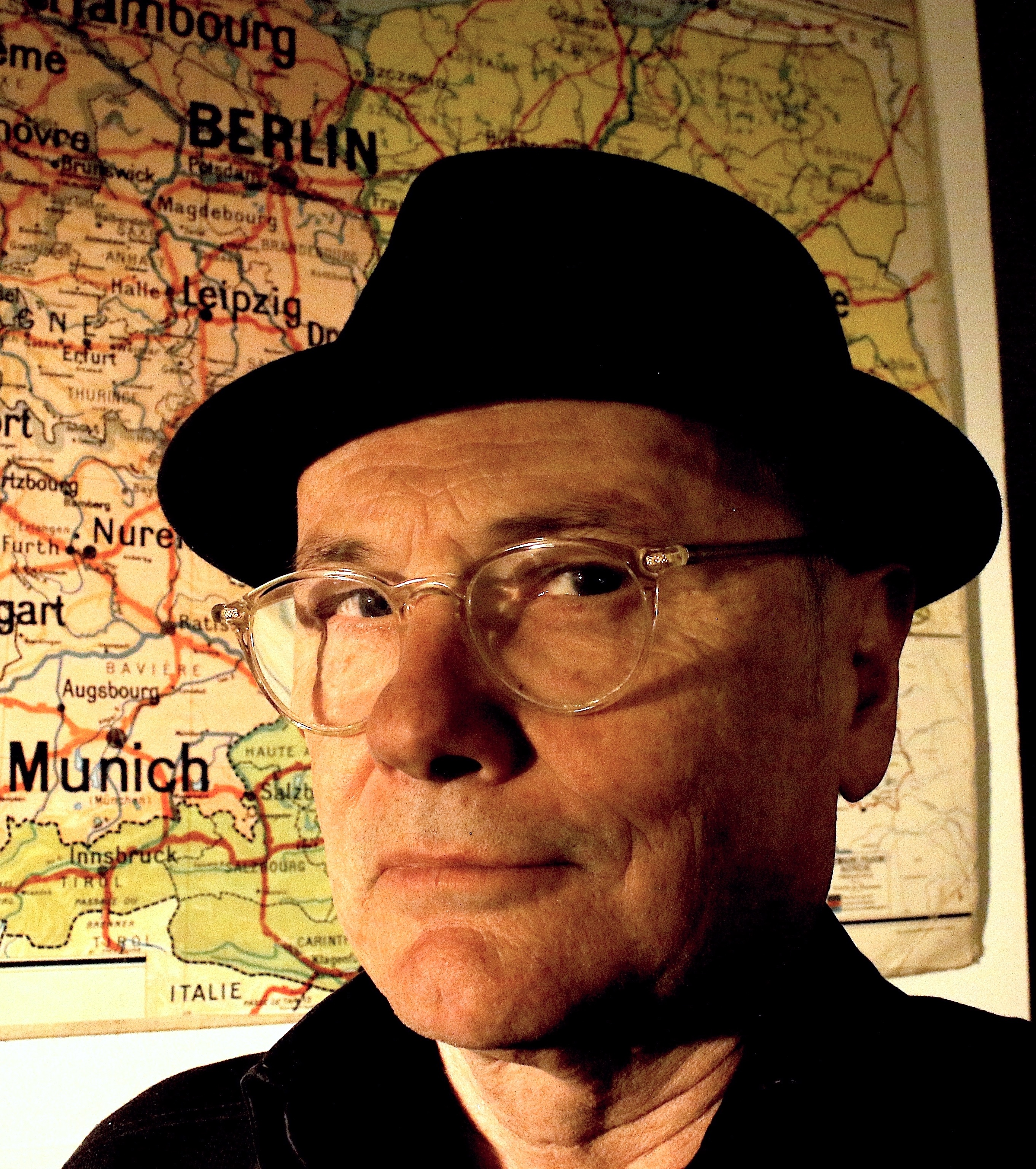
Thomas Pigor (2025)

## College of Hearts
Thomas Pigor war von 1983 bis 1993 Mitglied der Tourneetheatertruppe College of Hearts. Das Ensemble entwickelte seine satirischen Pocket-Musicals in Eigenregie und die Akteure fungierten ebenso als Darstellers wie als musikalische Begleiters. Pigor schrieb bei sechs Produktionen einen großen Teil der Liedtexte und war auch an Buch und Musik maßgeblich beteiligt.

## Pigor singt – Benedikt Eichhorn muss begleiten
Nach ersten Auftritten in der Berliner Kunstfabrik Schlot, der Kalkscheune und in Dr. Seltsams club existentialiste produzierten Thomas Pigor und der Pianist Benedikt Eichhorn 1995 ihr erstes Duoprogramm, dem neun weitere folgten (Volumen 1 bis Volumen X). Dabei entwickelten sie einen eigenen Stil, den Salon Hip Hop, der allgemein als Erneuerung des deutschsprachigen Chansons angesehen wird. Regie führte bei allen Volumen-Produktionen Gertrud Pigor.
Neben dem Duoformat Piano/Gesang arbeiten Pigor & Eichhorn auch immer wieder in anderen Konstellationen:
So arbeiteten sie von 1999 bis 2010 mit dem DJ Ulf Henrich zusammen. Es folgten Quartett (1999), eine Co-Produktion mit dem Duo Queen Bee, Pigor und die Pigoretten (2001), Volume F (2006) in französischer Sprache, sowie Volumen 7 (2010) zusammen mit den Jazzmusikern Emanuel Hauptmann und Stefan Gocht. Seit 2015 spielen sie ihr traditionelles Neujahrskonzert im Tipi am Kanzleramt zusammen mit Jo Ambros, Jan Peter Eckelmann, und Björn Werra. Das Programm Pigor liest – Benedikt Eichhorn muss begleiten (2024), eine musikalische Lesung aus Pigors Roman La Groete, hatte im Mai 2024 in der Berliner Bar jeder Vernunft Premiere.

## Musiktheater

### Musical und Operette
Thomas Pigor arbeitet im Musiktheater sowohl als Liedtexter, Buchautor als auch als Komponist. Neben den Anfangserfolgen mit dem College Of Hearts: King Kurt – Campingmusical (1985), Blutiger Honig – Bienenmusical (1987) und Der Gestiefelte – Ein Rotlichtmärchen (1993) sind noch die mit dem Komponisten Konrad Koselleck entstandenen Werke Roulette – Jazzmusical (2010) (Saarländisches Staatstheater) und Drei Männer im Schnee (2019) – Revueoperette nach dem Roman von Erich Kästner (Gärtnerplatztheater, München) hervorzuheben.
Die Operette Oh! Oh! Amelio! (2024) wurde am Gärtnerplatztheater, München im Juli 2024 uraufgeführt.

### Musicals für Kinder
Seine Musicals für Kinder Cinderella (1990, Theater Regensburg) und das in Co-Autorenschaft mit Gertrud Pigor entstandene Stück Edgar – Der Schrecken der Briefträger (Next Liberty, Graz) (2015) wurden mehrfach nachinszeniert. Das ebenfalls zusammen mit Gertrud Pigor geschriebene Musical Anton – Das Mäusemusical (2004) erlebte bis heute an die dreißig Neuinszenierungen.

### Übersetzer und Bearbeiter
Thomas Pigor arbeitet auch als Übersetzer und Bearbeiter klassischer Stücke. Ausgehend von der französischen Vorlage bearbeitete er die Jacques Offenbach – Operette Orpheus in der Unterwelt (2010, Staatsoper, Berlin). Es folgte die opéra comique Rita – Die Frau mit den zwei Männern (G. Donizetti, 2022, Gärtnerplatztheater, München). Kennzeichen seiner Bearbeitungen ist häufig die humoristische Kontrastierung der klassischen Vorlagen mit heutiger deutscher Umgangssprache. Für das komische Oratorium Not the Messiah nach Monty Pythons Das Leben des Brian (2021, Gärtnerplatztheater, München) erstellte er die deutsche Fassung.

## Radio

### Chanson des Monats
Ab November 2010 schrieb Thomas Pigor für den SWR regelmäßig das Chanson des Monats rund um Themen der Zeitgeschichte, das später dann auch von anderen ARD-Anstalten und dem Deutschlandfunk ausgestrahlt wurde. Auch wenn Pigor sich immer wieder Gastmusiker und gelegentlich auch Gastkomponisten einlud, schrieb er alle Chansontexte selbst, komponierte und produzierte den Audiotrack in seinem Homestudio und drehte dazu ein Musikvideo. Mit dem 100. Chanson im Dezember 2018 beendete Pigor die Reihe. Ein Buch zu diesem Projekt erschien in Zusammenarbeit mit dem Illustrator Burkhard Neie im Dezember 2018.

### Hörspiel
Wurfsendungen sind eine Serie von Minihörspielen mit einer Länge von höchstens 50 Sekunden, die von Deutschlandradio Kultur ausgestrahlt wurden. Mit den Folgen Le petit observateur (2007), Le petit observateur 2 (2009), produzierte Pigor jeweils zehn musikalische Kurzhörspiele. Le petit compositeur (2016) folgte in Zusammenarbeit mit dem Neue Musik – Komponisten Rainer Rubbert.
Ausgehend von Thomas Pigors Bearbeitung von Orpheus in der Unterwelt produzierte der WDR das Hörspiel Orpheus im Höllengalopp (2019), das die Operette in 53 Minuten musikalisch nacherzählte.

## Buch

### Wie man am schnellsten in den Himmel kommt
Der Band mit erfundenen Heiligengeschichten erschien im Jahre 2001 im Eichborn Verlag. Das Buch erschien auch als Hörbuch bei Roof Music.

### 100 Chansons
Die musikalische Chronik durch die Zehner Jahre, 100 Chansons des Monats von November 2010 bis Dezember 2018 erschien 2018 im Düsseldorfer conanima Verlag mit beiliegender MP3-CD, auf der alle Chansons enthalten sind.

### Volumen X
Das Buch zum Live-Programm von Pigor & Eichhorn (2022), ein Streifzug durch die Argumentationstheorie mit den Texten der aktuellen Songs und einer Audio-CD. Gestaltet von Burkhard Neie.

### La Groete
Im Oktober 2023 erschien das Buch La Groete – Sag nicht Kleinkunst. Ein Roman, Kleinkunstbibel, graphische Nouvelle und Rätselheft. Erzählt wird die Geschichte des Chansonsängers La Groete, dem der Teufel im Tausch für seine Seele den Deutschen Kleinkunstpreis verspricht. Die Romanhandlung, die zwar autobiographische Züge trägt, ist jedoch überwiegend fiktional und beinhaltet eine Beschreibung der Berliner Kleinkunstszene der Nachwendezeit. Zu vielen Anmerkungen und Backstage-Geschichten aus dem Kleinkunstmilieu reihen sich Rätsel und literarische Anspielungen.
Das Buch mit 46 Zeichnungen der Sängerin und Performerin Anna Mateur wurde von dem Grafiker Burkhard Neie in einem abenteuerlichen Magazinstil illustriert und gestaltet.

## Texte und Musik für andere Künstler
Pigor schreibt außerdem Texte und Musik für andere Künstler, u. a. für Tim Fischer, Max Raabe, Walter Moers, Queen Bee (Ina Müller), die Missfits und die Berlin Comedian Harmonists. Lieder von Pigor sangen unter anderen auch Thomas Quasthoff und Jan Böhmermann.

## Der Bonker
2006 erschien der Video-Clip Adolf, die Nazisau eine Satire auf Adolf Hitler, nach der Figur des deutschen Comicautors Walter Moers. Der von Felix Gönnert animierte Clip wurde im Internet sofort millionenfach angeklickt. Der Text stammt von Walter Moers und Thomas Pigor. Pigor komponierte die Musik und sang die Stimme von Adolf sowohl in der deutschen als auch der englischen und der französischen Version. Der Song erschien auf CD und erreichte in den Single-Charts Platz 54.

## Werke (Auszüge)

### Musical, Operette
- New York muss brennen (1983), Musik: Wolfgang Böhmer u. a. (College of Hearts, Berlin)
- King Kurt (1985), Campingmusical, Musik: Wolfgang Böhmer u. a. (College Of Hearts, Berlin)
- Casanova (1987), Musik: Wolfgang Böhmer u. a. (College Of Hearts, Berlin)
- Blutiger Honig (1987), Bienenmusical, Musik: Wolfgang Böhmer u. a. (College Of Hearts, Berlin)
- Harry Stark (1989), Metzgermusical, Musik: Susanne Betancor (College Of Hearts, Berlin)
- Der Gestiefelte (1992), Musik: Wolfgang Böhmer u. a. (College Of Hearts, Berlin)
- Im Schatten der Hochbahn (1994), Musik: Benjamin Rinnert (Theater Zweidrittel, Berlin)
- Roulette (2010), Musik: Konrad Koselleck (Saarländisches Staatstheater, Saarbrücken)
- Drei Männer im Schnee (2019), Musik: Koselleck, Israel, Eichhorn, Pigor (Gärtnerplatztheater, München)
- Oh! Oh! Amelio! – Eine nagelneue Operette (2024), Musik: Konrad Koselleck, Thomas Pigor (Gärtnerplatztheater, München)

### Übersetzungen und Bearbeitungen
- Il paese dei campanelli (2005, V. Ranzato, MDR-Sinfonieorchester, Leipzig)
- Orpheus in der Unterwelt (2010, J. Offenbach, Staatsoper, Berlin)
- Der kleine Prinz (2015, St. Exupéry, Hörbuch, Roof Music)
- Not the Messiah – (kom. Oratorium nach Monty Pythons Das Leben des Brian, 2021, Gärtnerplatztheater, München)
- Rita – Die Frau mit den zwei Männern (G. Donizetti, 2022, Gärtnerplatztheater, München)

### Kindertheater
- Cinderella (1990), Musik: Thomas Pigor (Theater Regensburg)
- Des Kaisers neue Kleider (1997), Musik: Benedikt Eichhorn (Freilichtbühne Porta Westfalica)
- Anton – Das Mäusemusical (2004), Musik: Jan-Willem Fritsch (Theater Konstanz)
- Edgar – Der Schrecken der Briefträger (2015), Musik: Jan Fritsch (Next Liberty, Graz)

### Auf der Bühne
- College of Hearts (1983–1993)
- Pigor & Rindje (1991)
- Volumen 1 (1995) Pigor & Eichhorn
- Volumen 2 (1997) Pigor & Eichhorn
- Quartett (1999) Pigor & Eichhorn, mit Queen Bee
- Volumen 3 (1999) Pigor & Eichhorn
- Pigor und die Pigoretten (2001)
- Volume F (2006) Pigor & Eichhorn
- Volumen 4 (2004) Pigor & Eichhorn
- Volumen 6 (2007) Pigor & Eichhorn
- Das Konzert (2009) Pigor & Eichhorn & Band
- Volumen 7 (2010) Pigor & Eichhorn
- Volumen 8 (2013) Pigor & Eichhorn
- Frau Luna (2016) (Lämmermeier) Tipi am Kanzleramt, Berlin
- Volumen 9 (2017) Pigor & Eichhorn
- Volumen X (2021) Pigor & Eichhorn
- Die Fledermaus (2024) (Frosch) Musikalische Komödie, Leipzig
- Pigor liest – Benedikt Eichhorn muss begleiten (2024)
- Oh! Oh! Amelio! (2024) (Frau Täschner) Gärtnerplatztheater, München

### Song- und Liedtexte
- Lebenslänglich – Revue (1996), Regie: Katharina Thalbach (Wintergarten, Berlin)
- 30 60 90 – Durchgehend geöffnet (1998), Musik: Niclas Ramdohr (Theater des Westens, Berlin)
- Die drei Bärchen und der blöde Wolf (2008), Buch: Walter Moers (WDR-Fernsehproduktion)
- Käpt’n Blaubärs Wunderkammer (2009) 12 Minimusicals (WDR-Fernsehproduktion)
- Pizzamärchen (2009), Buch: Walter Moers (WDR-Fernsehproduktion)

### Radio
- Le petit observateur (2007, 10 Wurfsendungen, Deutschlandfunk Kultur)
- Le petit observateur 2 (2009, 10 Wurfsendungen, Deutschlandfunk Kultur)
- Le petit compositeur (2016, 10 Wurfsendungen), Musik: Rainer Rubbert (Deutschlandfunk Kultur)
- Lilu Lämmle (2016–2018), Staffel 1–3, Sprecher in Rhöner Mundart, (Betthupferl, BR) Text: Eo Borucki
- Orpheus im Höllengalopp (2019, Hörspiel, WDR)
- Chanson des Monats (2010–2018, SWR 2, WDR 5, NDR, Ö1, Deutschlandfunk)

### Bücher
- Wie man am schnellsten in den Himmel kommt. Eichborn Verlag, Frankfurt am Main (2001), ISBN 3-8218-3550-8
- 100 Chansons. conanima, Düsseldorf (2018) Buch und CD, ISBN 978-3-944304-24-3
- Volumen X. conanima (2018) Buch und CD, ISBN 978-3-944304-28-1
- La Groete – sag nicht Kleinkunst. Verlag Bärmeier & Nikel, Berlin (2023), ISBN 978-3-9821705-2-7

## Diskographie
- Pigor singt – Benedikt Eichhorn muss begleiten (1996) RD 963357
- Volumen 2 (1998) RD 983373
- Der Beck (1998) RD 984589
- Volumen 3 (1999) RD 993369
- Wie man am schnellsten in den Himmel kommt (Hörbuch) (2001) RD 99022
- Pigor und die Pigoretten (2002) RD 2233134
- Volumen 4 (2004) RD 2433224
- Adolf die Nazisau (2006) Feez Entertainment, Art-Nr.: 88697007092
- Volumen 6 (2007) RD 273332
- Die wilden Jahre DVD (2008) RVD 2899350
- Mit Pigor durch das Jahr (2011) RD 21133483
- Volumen 7 (2011) RD 21133477
- Mit Pigor durch das Jahr 2012 (2012) RD 21233517
- Mit Pigor durch das Jahr 2013 (2013) RD 21333542
- Volumen 8 (2014) RD 21433541
- Volumen 9 (2018) Selbstverlag
- Drei Männer im Schnee (2020) CA 20427
- Not the Messiah (Das Leben des Brian) (2022) CA 20429

## Auszeichnungen
- 1996: St. Ingberter Pfanne Saarländ.Kleinkunstpreis – (Pigor & Eichhorn)
- 1997: Deutscher Kabarettpreis – Sonderpreis – (Pigor & Eichhorn)
- 1998: Mindener Stichling – (Pigor & Eichhorn)
- 1999: Deutscher Kleinkunstpreis in der Sparte Lied/Chanson (Pigor & Eichhorn)
- 2006: Sprungbrett (Kabarettpreis des Handelsblattes) mit Benedikt Eichhorn und Ulf Henrich
- 2006: Österreichischer Kabarettpreis – mit Benedikt Eichhorn und Ulf Henrich
- 2010: Deutscher Chansonpreis – (Pigor & Eichhorn)
- 2011: Leipziger Löwenzahn – mit Benedikt Eichhorn und Ulf Henrich
- 2014: Fränkischer Kabarettpreis – (Pigor & Eichhorn)
- 2015: Bayerischer Kabarettpreis – (Pigor & Eichhorn)
- 2018: Salzburger Stier – (Pigor & Eichhorn)
- 2021: AZ – Stern des Jahres – (Münchner Abendzeitung)
- 2023: Eddi (Berliner Kabarettpreis) – (Pigor & Eichhorn)
- 2023: Deutscher Musikautorenpreis in der Kategorie Text Kleinkunst/Liedermacher/Chanson[2]
- 2024: Deutscher Musical Theater Preis  in der Kategorie Beste Liedtexte[3]